# Cyrtonus almeriensis
Cyrtonus almeriensis é uma espécie de artrópode pertencente à família Chrysomelidae.